# Hinckange

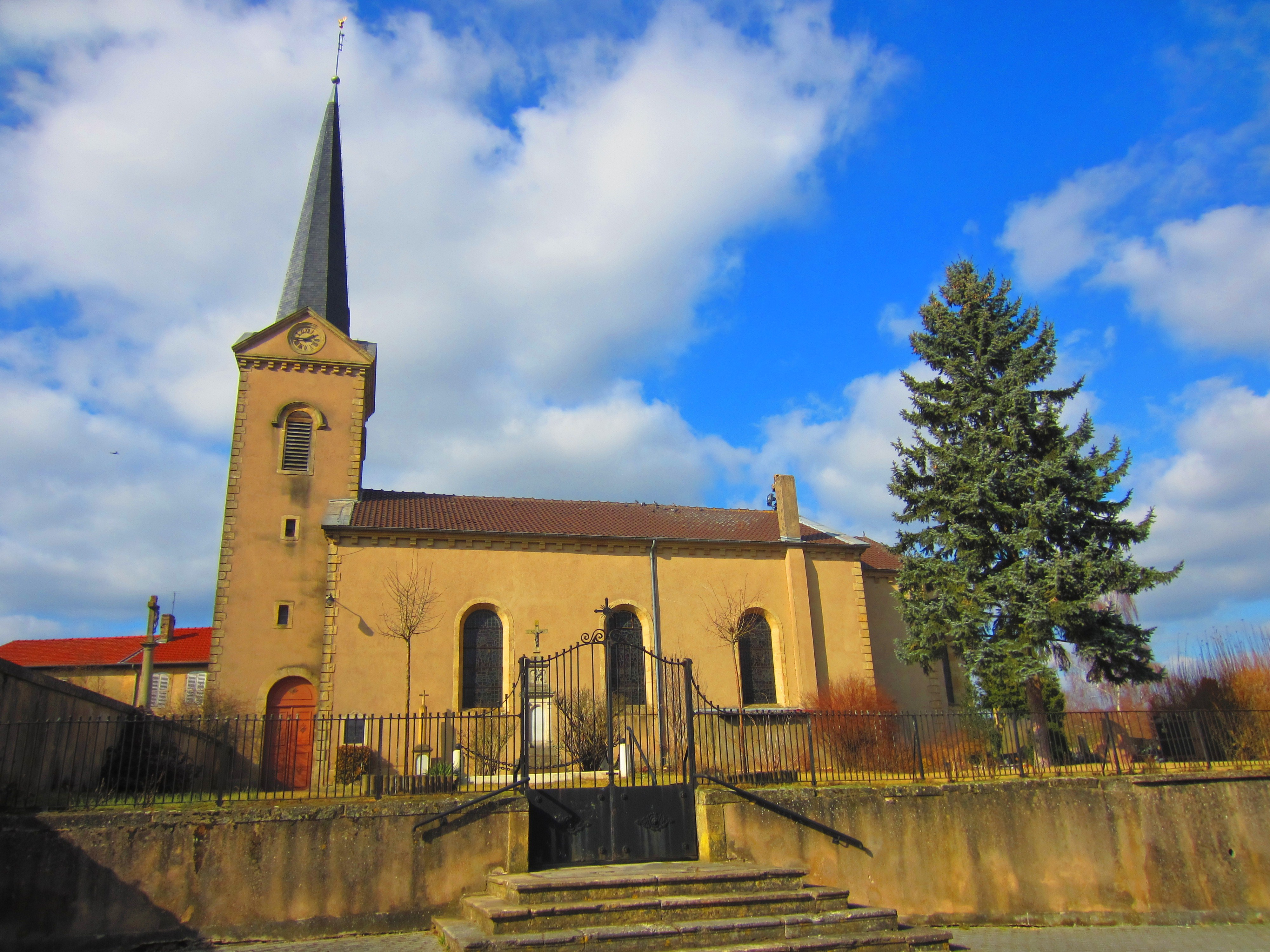
Katholische Kirche St. Lucie

Hinckange (deutsch Heinkingen oder Henkingen, früher Hinckingen, lothringisch Hängking) ist eine französische Gemeinde mit 328 Einwohnern (Stand 1. Januar 2022) im Département Moselle in der Region Grand Est (bis 2015 Lothringen).

## Geographie
Die Gemeinde liegt in Lothringen an einem Bach links der Nied, drei Kilometer nordwestlich von Boulay-Moselle (Bolchen) und 20 Kilometer ostnordöstlich von Metz. 
Zu Hinckange gehören die Ortsteile Brecklange (Brechlingen) am rechten Ufer der Nied und Pétrange (Petringen) am linken Ufer der Nied.

## Geschichte
Urkundlich überlieferte  Ortsbezeichnungen sind Heinkinga (12. Jahrhundert), Henkingen (1225 und 1544), Hemkingen (1594) und Henchingen (1609). Die Ortschaft gehörte früher zum Bistum Metz, einem Fürstbistum des Heiligen Römischen Reichs. Brechlingen war lothringisch, Petringen jedoch zwischen dem Bistum und Lothringen geteilt, und die Grenze verlief sogar durch den Standort des alten früheren Schlosses.
Durch den Frankfurter Frieden vom 10. Mai 1871 kam das Gebiet an das deutsche Reichsland Elsaß-Lothringen, und das Dorf wurde dem Kreis Bolchen im Bezirk Lothringen zugeordnet. Die Dorfbewohner betrieben Getreide-, Obst-, Gemüse-, Wein- und Tabakbau.
Nach dem Ersten Weltkrieg musste die Region aufgrund der Bestimmungen des Versailler Vertrags 1919 an Frankreich abgetreten werden. Im Zweiten Weltkrieg war die Region von der deutschen Wehrmacht besetzt, und der Ort stand bis 1944 unter deutscher Verwaltung.

### Bevölkerungsentwicklung
| Jahr      | 1962 | 1968 | 1975 | 1982 | 1990 | 1999 | 2009 | 2019 |
| Einwohner | 188  | 206  | 211  | 213  | 281  | 286  | 295  | 333  |

## Wappen
Im Wappen sind heraldisch rechts Krummstab und Bibel, die Attribute der Abtei Saint-Nabor in Saint-Avold (Sankt Avold) zu sehen, zu der die Ortschaft gehörte. Auf der heraldisch linken Seite findet sich das vereinfachte Wappen der Familie Blair, die die Herrschaft über Brecklange ausübte.

## Sehenswürdigkeiten
- Kirche St. Locie
- Cholera-Kapelle
- Kapelle St. Laurent im Ortsteil Brecklange
- Reste von Verteidigungsstellungen des Ersten Weltkrieges

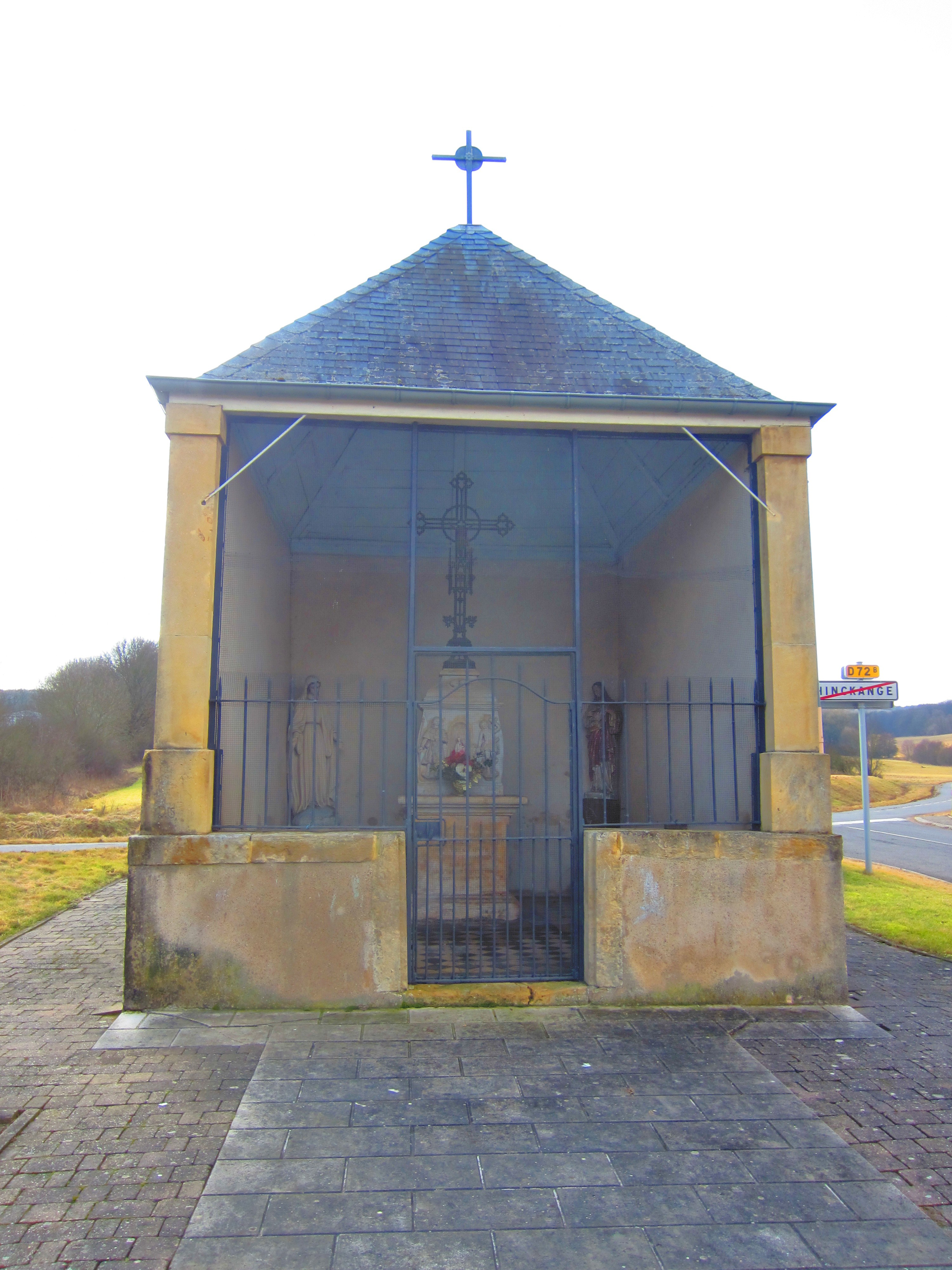
Cholera-Kapelle
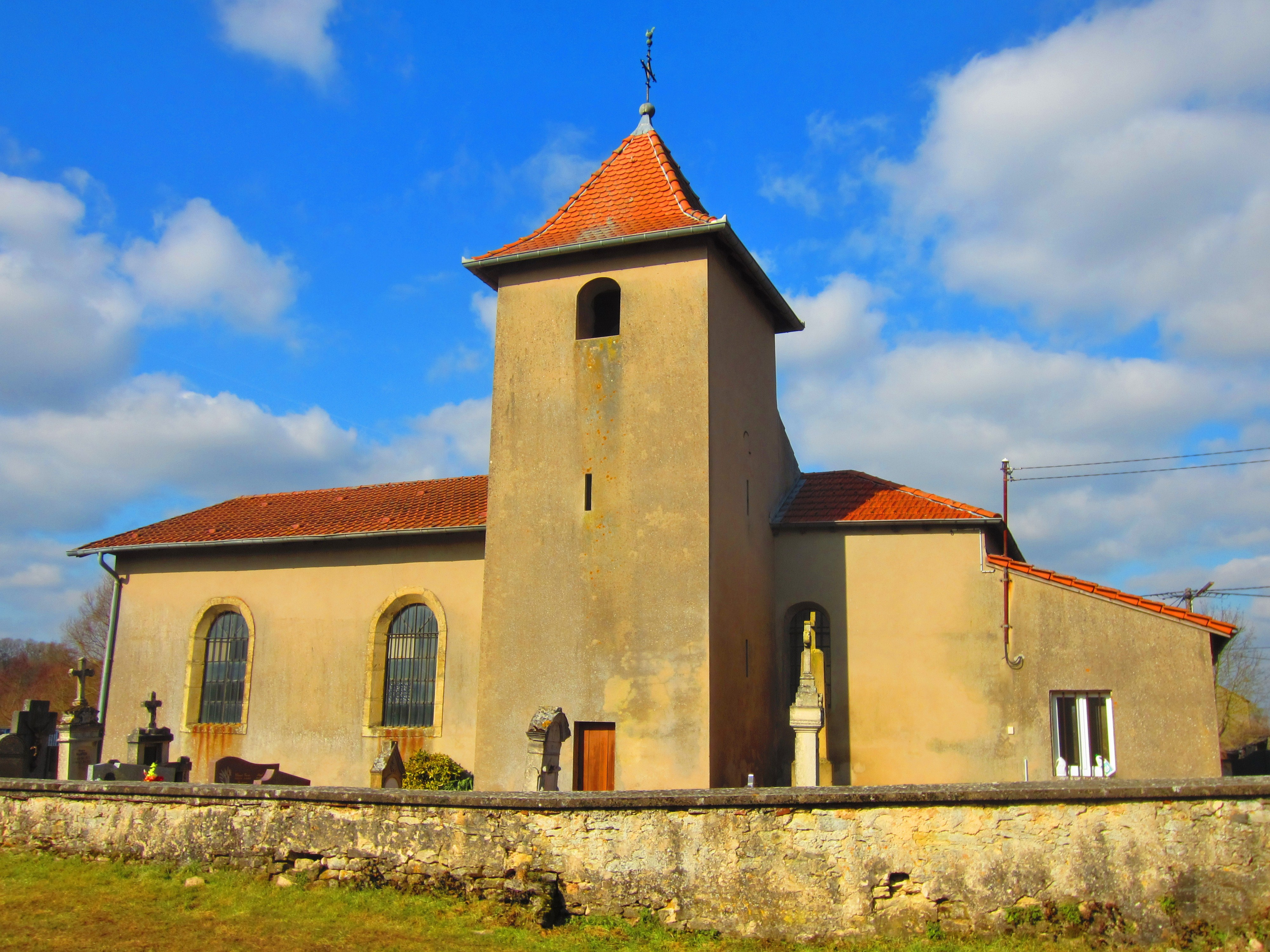
Kapelle St. Laurent, Brecklange
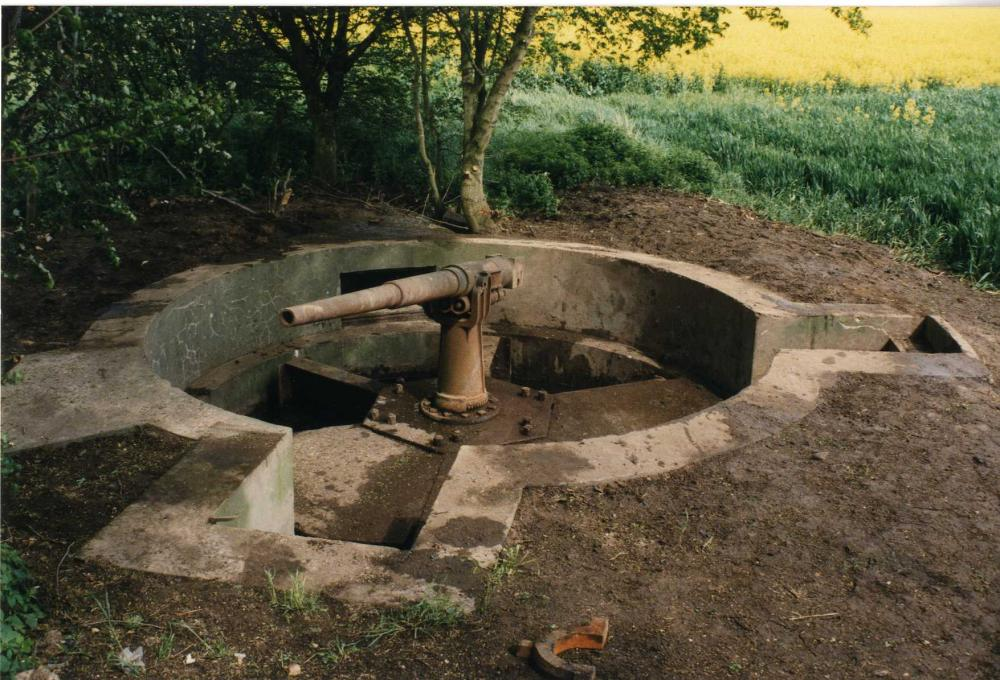
Ehemalige Panzerabwehrstellung